# Luis Enrique Robles
Luis Enrique Robles Ramirez (sinh ngày 22 tháng 9 năm 1986 ở Amacueca) là một cầu thủ bóng đá người México, là hậu vệ thi đấu cho Atlas của Liga MX. Anh được biết đến khi chơi ở vị trí tiền vệ phòng ngự.

## Sự nghiệp quốc tế
Robles lần đầu được triệu tập vào đội tuyển México thi đấu trước New Zealand và Panama vào tháng 10 năm 2016.